# Gymnoschoenus sphaerocephalus
Espèce
Classification phylogénétique
Gymnoschoenus sphaerocephalus est une espèce de plante de la famille des Cyperaceae, endémique d'Australie.

## Synonyme
- Gymnoschoenus adustus - Nees

## Référence
- http://plantnet.rbgsyd.nsw.gov.au/cgi-bin/NSWfl.pl?page=nswfl&lvl=sp&name=Gymnoschoenus~sphaerocephalus